# Szymon Kiecana
Szymon Kiecana (né le 26 mars 1989) est un athlète polonais, spécialiste du saut en hauteur.

## Biographie
Son record personnel est de 2,31 m et il a été finaliste lors des Championnats d'Europe d'athlétisme 2012.

## Palmarès
| Date | Compétition                   | Lieu     | Résultat | Marque |
| ---- | ----------------------------- | -------- | -------- | ------ |
| 2011 | Championnats d'Europe espoirs | Ostrava  | 4e       | 2,21 m |
| 2012 | Championnats d'Europe         | Helsinki | 6e       | 2,24 m |
| 2013 | Championnats du monde         | Moscou   | qual.    | 2,17 m |

### Records
| Épreuve         | Épreuve      | Performance | Lieu  | Date            |
| --------------- | ------------ | ----------- | ----- | --------------- |
| Saut en hauteur | En plein air | 2,31 m      | Opole | 9 juin 2013     |
| Saut en hauteur | En salle     | 2,20 m      | Spała | 17 février 2013 |